# Капітан Бровари
Капітан Бровари — український, короткометражний фільм, в жанрі мок'юментарі. Фільм створений Едуардом Нечмоглодом як дипломна робота під час навчання в магістратурі, університету театру, кіно і телебачення імені Івана Карпенка-Карого, майстерня Михайла Іллєнка.
Національна прем'єра фільму відбулася на кінофестивалі «Миколайчук OPEN», 19 червня, 2023 року, в Чернівцях. З літа 2023 року, фільм доступний на платформі Такфлікс, українською мовою, є англійські субтитри.

## Сюжет
Група документалістів знімає фільм про життя людей, під час війни, в місті Бровари, Київської області. Поміж іншого, їм вдається зняти матеріал, про місцевого супергероя Капітана Бровари, а також про його суперника Чорного Мстюна. У фільмі, у сатиричній формі, показані злети і падіння життя простого українського супергероя, в українському місті..

## Музичний супровід
Автором і виконавцем оригінального саундтреку виступив сам режисер фільму. Першочергово як основний саундтрек фільму планувалася пісня «Та Ти Шо» гурту ТНМК, домовленість вже була досягнута, проте зʼявилася ідея написання пісні на основі того, що співає головний герой у фільмі. Також у фільмі використано пісню «Припустим» українського рок-гурту The Unsleeping. 

## Критика
Кінокритик Ігор Кромф, який робив огляд короткого метру з кінофестивалю «Миколайчук OPEN», оцінив стрічку на 9 з 10:
«Неймовірно смішна комедія від режисера-початківця Едуарда Нечмоглода з шикарним акторським кастом, як то Георгій Поволоцький та Богдан Бенюк. Застосовуючи жанр мок’юментарі (псевдодокументалки), Нечмоглод знімає абсурдно-крінжову комедію в стилі фільмів з Сашею Бароном Коеном про супергероя Капітана Бровари, який втрачає свою популярність через захоплення людьми ЗСУ та появу конкурента Чорного Мстюна. Дуже смішний фільм про те, що супергероєм може бути кожен, навіть якщо він не в костюмі з латексу і шкіри».

## Відзнаки і досягнення
- 2024, Нагороджений Золотою медаллю НАМ України[7].
- Спеціальна відзнака журі на міжнародному фестивалі Пролог[8].
- Фільм здобув нагороду у категорії «Найкраща комедія» на Cannes World Film Festival (не плутати з Le Festival International du Film de Cannes), також брав участь і отримував нагороди, ще в ряді фестивалів і конкурсів для початківців[1][9].
- Спеціальний приз журі національної конкурсної програми кінофестивалю Бруківка «За мистецьке декодування супергероїзму в сучасній Україні»[10].
- Фільм став найпопулярнішим по кількості переглядів серед глядачів онлайн платформи «Такфлікс» в категорії короткометражний фільм за підсумками 2023 року[11]. А також вже за підсумками 2024 року увійшов до найкращих фільмів онлайн кінотеатра Такфлікс[12].

## У ролях
- Георгій Поволоцький — Капітан Бровари
- Богдан Бенюк — таксист Ігор
- Ольга Равлюк-Голіцина — бабуся Ганна
- Дар'юш Есламі — барбер Антон
- Григорій Наумов — покупець Альоша
- Олена Василенко — продавець Наталя
- Наталя Шульженко — дівчина на даху
- Роланд Мішко — Чорний Мстюн
- Олександр Мельник — майстер СТО
- Роман Мороз — безхатько Володя
- Роб Фельдман — безхатько Валєра
- Дмитро Антонюк — клієнт в барбершопі
- Олег Волков — барбер на фоні
- Олег Гієнко — пісяючий хлопець
- Едуард Нечмоглод — крадій бензину біля СТО
- Олексій Куліш, Сергій Ровенський, Григорій Наумов — бандюки та грабіжники